# Diadelia laterimaculata
Diadelia laterimaculata là một loài bọ cánh cứng trong họ Cerambycidae.